# Otto Diels
Otto Paul Hermann Diels (23 tháng 1 năm 1876 - 7 tháng 3 năm 1954) là một nhà hóa học người Đức.
Ông cùng người học trò là Kurt Alder được biết đến với công trình khám phá ra phản ứng Diels-Alder, một phản ứng tổng hợp dùng ankadien làm chất phản ứng. Cả hai nhà hóa học đều được trao Giải Nobel Hóa học năm 1950 nhờ công trình này. Đồng thời, đây là lần đầu tiên trong lịch sử cả thầy lẫn trò được trao Giải Nobel Hóa học trong cùng một năm và đặc biệt cả hai đều có quốc tịch Đức.
Phản ứng Diels-Alder của hai nhà hóa học đã giúp cho việc tổng hợp hiệu quả các chất hữu cơ dạng vòng và đã mang lại một giá trị to lớn cho ngành sản xuất cao su và nhựa tổng hợp.
Diels hoàn tất chương trình học tại Đại học Berlin và ở lại làm việc tại ngôi trường này sau khi tốt nghiệp. Sau này, ông chuyển đến làm việc tại Đại học Kiel nơi mà ông hoàn thành công trình đạt Giải Nobel của mình. Ông làm việc tại ngôi trường này cho đến khi nghỉ hưu năm 1945.
Về đời sống cá nhân, Diels kết hôn và có 5 người con. Ông qua đời vào năm 1954.

## Cuộc đời lúc thiếu thời
Diels sinh ngày 23 tháng 1 năm 1876 tại Hamburg, Đức. Khi ông 2 tuổi, gia đình ông chuyển đến Berlin để sinh sống. Ông học tại trường Trung học Joachimsthalsches (một trường cho các nam sinh năng khiếu) tại Berlin trước khi ghi danh vào Đại học Berlin năm 1895. Tại Đại học này, ông theo ngành hóa học và được Emil Fischer chỉ dẫn cho đến khi tốt nghiệp năm 1899.

## Sự nghiệp khoa học
Sau khi vừa mới tốt nghiệp, Diels được nhận một lời đề nghị làm việc tại Viện Hóa học của Đại học Berlin. Ông được thăng cấp nhanh chóng và cuối cùng lên đến chức Trưởng khoa năm 1913. Ông làm việc tại ngôi trường này cho đến năm 1915, khi ông chấp nhận một vị trí mới tại Đại học Kiel nơi mà ông làm việc cho đến khi nghỉ hưu vào năm 1945. Trong thời gian giảng dạy và nghiên cứu tại Kiel, ông làm việc với Kurt Alder nhằm phát triển phản ứng Diels-Alder - công trình đã giúp họ có được Giải Nobel Hóa học năm 1950. Việc hợp tác với Alder đã giúp Diels phát triển một phương pháp tổng hợp mới giúp điều chế các chất hữu cơ vòng không no. Công trình này đóng vai trò quan trọng trong việc sản xuất cao su và nhựa tổng hợp.

## Đời sống cá nhân
Diels kết hôn với Paula Geyer vào năm 1909, và cả hai có với nhau 5 người con bao gồm 3 trai và 2 gái. 2 trong số 3 người con trai của ông đã tử trận trong Chiến tranh thế giới thứ hai. Diels dành thời gian rảnh của mình để đọc sách, nghe nhạc và đi du lịch. Ông qua đời vào ngày 7 tháng 3 năm 1954.